# Veriora (stacja kolejowa)
Veriora – stacja kolejowa w miejscowości Veriora, w prowincji Põlva, w Estonii. Położona jest na linii Tartu - Koidula. 

## Historia
Stacja została otwarta w latach 30. XX w..

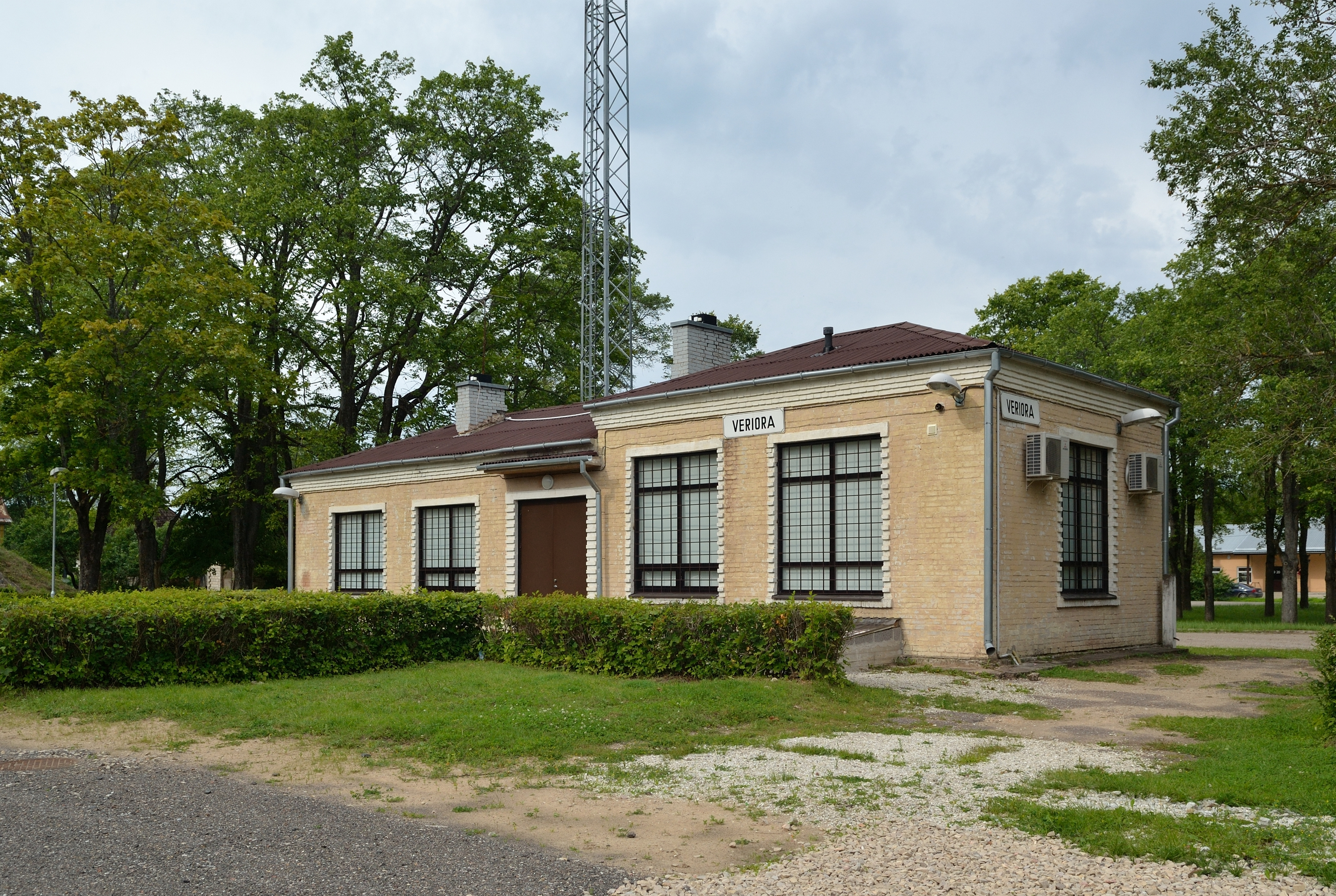
Budynek stacyjny
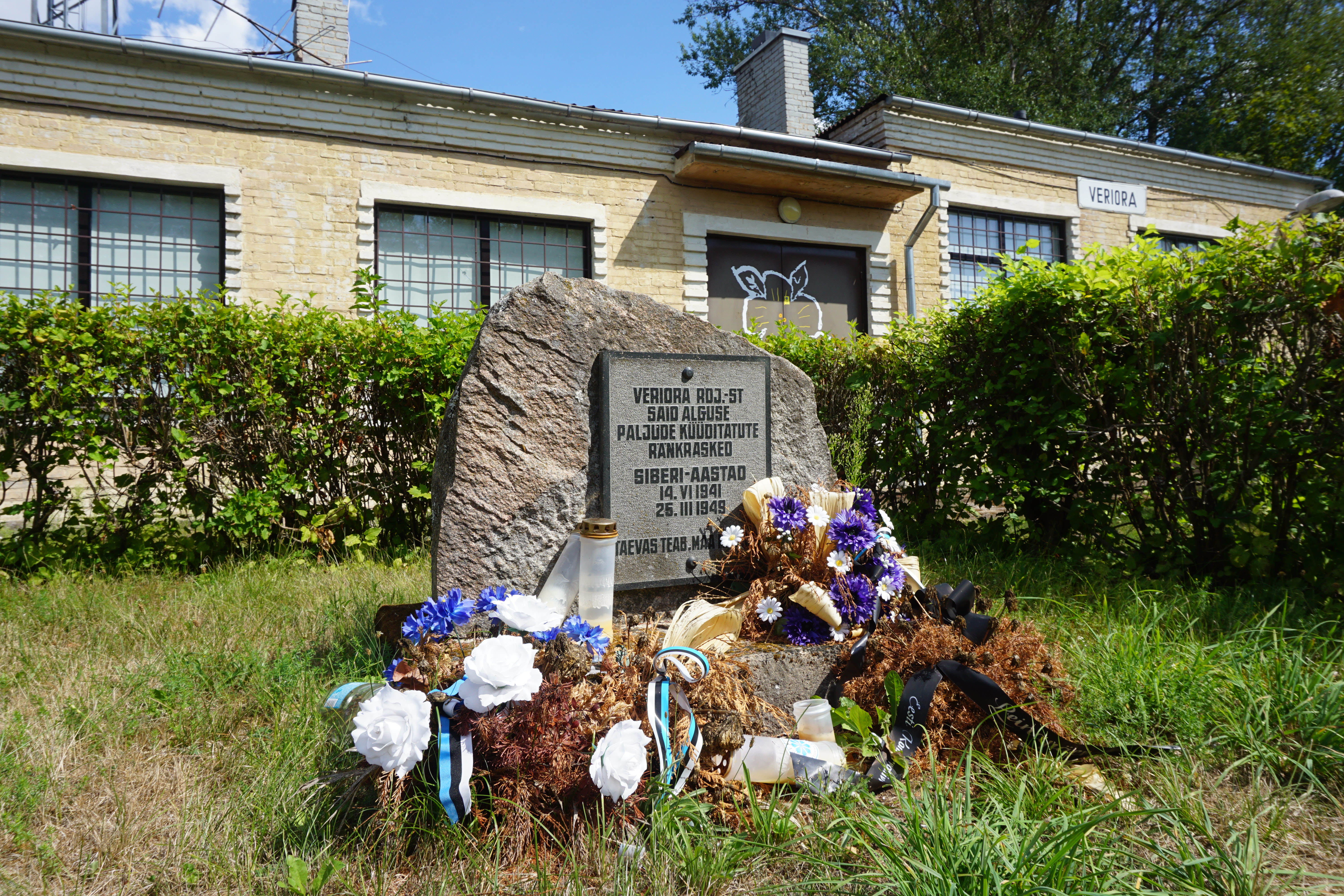
Pomnik Estończyków deportowanych ze stacji przez komunistów w głąb ZSRS